# Campionat de França de Rugbi Top-14 2019-2020

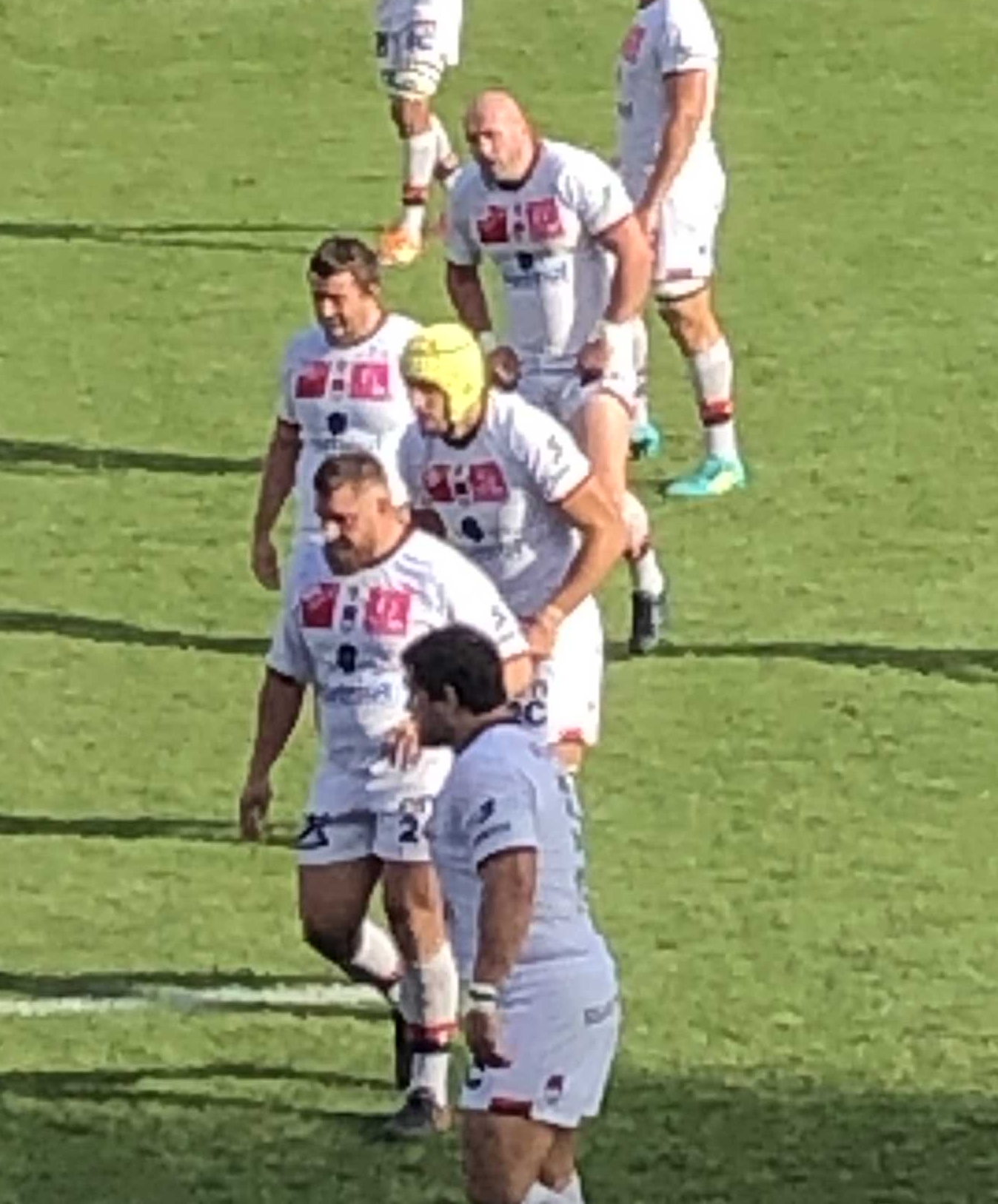
Competició de rugbi.

El Campionat de França de Rugbi Top-14 2019-2020 està organitzat per la Lliga Nacional de Rugbi de França. El vigent campió és l'Stade Toulousain que guanyà el seu vintè Escut de Brennus la temporada passada. S'inicià el 24 d'agost del 2019 i va ser neutralitzada en raó de la pandèmia del COVID-19.

## Fase preliminar
| Clubs                 | SUA     | AB      | USBB    | CABC    | CO      | ASM     | SR      | LOU     | MHRC    | SP      | RCF     | SF      | RCT     | ST      |
| --------------------- | ------- | ------- | ------- | ------- | ------- | ------- | ------- | ------- | ------- | ------- | ------- | ------- | ------- | ------- |
| SU Agen               |         | 27 – 29 |         | 16 – 10 | 24 – 43 | 15 – 32 |         | 12 – 13 | 29 – 10 |         |         | 27 – 14 | 25 – 44 | 8 – 13  |
| Aviron Bayonnais      | 22 – 23 |         |         | 6 – 6   | 27 – 17 | 30 – 34 | 23 – 22 |         | 28 – 24 | 3 – 9   |         | 28 – 17 |         | 20 – 10 |
| US Bordeaux Bègles    | 23 – 0  | 22 – 3  |         |         | 26 – 24 | 42 – 15 | 20 – 15 | 37 – 19 |         |         |         | 52 – 3  | 34 – 12 | 30 – 25 |
| CA Brive-Corrèze      | 16 – 30 |         | 30 – 9  |         |         | 28 – 21 |         | 30 – 16 |         | 33 – 26 | 20 – 44 | 26 – 21 | 39 – 17 | 23 – 9  |
| Castres Olympique     | 30 – 27 |         | 32 – 34 | 28 – 26 |         |         |         | 29 – 12 | 26 – 25 | 26 – 16 | 0 – 27  | 46 – 16 |         |         |
| Clermont Auvergne     | 30 – 13 |         | 22 – 31 |         | 39 – 22 |         | 28 – 10 | 24 – 15 | 20 – 13 | 28 – 37 |         | 29 – 19 |         |         |
| Stade rochelais       | 40 – 8  |         |         | 41 – 17 | 22 – 13 |         |         |         | 35 – 30 |         | 12 – 6  | 28 – 26 | 17 – 12 | 28 – 13 |
| Lyon OL U             |         | 52 – 8  | 25 – 23 | 59 – 3  |         |         | 45 – 17 |         |         | 27 – 8  | 29 – 20 | 43 – 9  | 27 – 12 | 22 – 12 |
| Montpellier HRC       |         | 31 – 29 | 17 – 17 | 29 – 26 |         |         | 30 – 16 | 33 – 8  |         | 43 – 22 |         | 20 – 20 |         | 33 – 22 |
| Section Paloise       | 18 – 12 |         | 23 – 27 | 33 – 14 | 37 – 24 | 20 – 23 | 13 – 44 |         | 19 – 15 |         | 3 – 31  |         | 9 – 19  |         |
| Racing Club de France | 27 – 27 | 17 – 24 | 30 – 34 |         | 23 – 14 | 27 – 19 | 49 – 0  | 20 – 31 | 29 – 25 |         |         |         |         | 30 – 27 |
| Stade Français        |         | 33 – 27 |         |         |         | 18 – 32 | 21 – 20 |         |         | 21 – 18 | 9 – 25  |         | 33 – 30 | 30 – 18 |
| Rugby Club Toulonnais |         | 20 – 9  |         | 34 – 17 | 43 – 3  | 41 – 19 | 23 – 3  | 6 – 20  | 19 – 19 |         | 32 – 29 | 19 – 18 |         |         |
| Stade Toulousain      |         | 45 – 10 | 22 – 14 |         | 36 – 15 | 34 – 8  |         |         | 25 – 7  | 24 – 23 | 20 – 17 |         | 13 – 13 |         |